# Oblast d'Astrakhan
L'oblast d'Astrakhan (en russe : Астраха́нская о́бласть, Astrakhanskaïa oblast) est un sujet fédéral russe (oblast) dont la capitale administrative est Astrakhan.

## Géographie
Couvrant une superficie de 49 024 km2, l'oblast est frontalier avec le Kazakhstan, étant contigü à l'oblys d'Atyrau, avec lequel il partage le rivage de la mer Caspienne, à l'ouest.
Le lac Baskountchak, principale source de sel de Russie, est situé dans l'oblast.
Le Bolchoïe Bogdo (ru) est une montagne du raïon d'Akhtoubinsk (ru).
La base de missiles balistiques de Kapoustine Iar est située également dans l'oblast.

## Histoire
L'oblast est créé le 27 décembre 1943.

## Population et société

### Démographie
| 1989    | 2002      | 2010      | 2016      | 2021    |
| ------- | --------- | --------- | --------- | ------- |
| 998 114 | 1 005 276 | 1 010 073 | 1 018 626 | 960 142 |

| Année | Fécondité | Fécondité urbaine | Fécondité rurale |
| ----- | --------- | ----------------- | ---------------- |
| 1990  | 2,13      | 1,81              | 2,93             |
| 1991  | 2,01      | 1,73              | 2,68             |
| 1992  | 1,76      | 1,49              | 2,40             |
| 1993  | 1,50      | 1,28              | 2,04             |
| 1994  | 1,55      | 1,36              | 2,01             |
| 1995  | 1,46      | 1,29              | 1,88             |
| 1996  | 1,38      | 1,24              | 1,74             |
| 1997  | 1,37      | 1,24              | 1,71             |
| 1998  | 1,33      | 1,20              | 1,69             |
| 1999  | 1,30      | 1,18              | 1,62             |
| 2000  | 1,34      | 1,26              | 1,55             |
| 2001  | 1,39      | 1,29              | 1,61             |
| 2002  | 1,51      | 1,42              | 1,71             |
| 2003  | 1,55      | 1,47              | 1,74             |
| 2004  | 1,56      | 1,49              | 1,72             |
| 2005  | 1,53      | 1,48              | 1,63             |
| 2006  | 1,55      | 1,47              | 1,71             |
| 2007  | 1,67      | 1,52              | 1,98             |
| 2008  | 1,75      | 1,65              | 1,95             |
| 2009  | 1,75      | 1,65              | 1,93             |
| 2010  | 1,75      | 1,67              | 1,93             |
| 2011  | 1,78      | 1,63              | 2,09             |
| 2012  | 1,93      | 1,78              | 2,21             |
| 2013  | 1,91      | 1,76              | 2,22             |
| 2014  | 1,97      | 1,82              | 2,27             |
| 2015  | 1,97      | 1,92              | 2,06             |
| 2016  | 1,94      | 1,91              | 1,98             |
| 2017  | 1,73      | 1,71              | 1,75             |

### Composition ethnique
- Russes 67,6 % ;
- Kazakhs 16,3 % ;
- Tatars 6,6 % ;
- Ukrainiens 0,9 % ;
- Azéris 0,9 % ;
- Nogaïs 0,8 % ;
- Tchétchènes 0,8 % ;
- Kalmouks 0,7 % ;
- Arméniens 0,6 % ;
- Roumains 0,6 % ;
- Avars 0,5 % ;
- Lezghiens 0,5 % ;
- Darguines 0,5 % ;
- Coréens 0,3 % ;
- Biélorusses 0,3 % ;
- autres 2,4 %.

## Principales villes
- Astrakhan, capitale ;
- Akhtoubinsk ;
- Kamyziak ;
- Kharabali ;
- Narimanov ;
- Znamensk.